# 阿曼足球協會
阿曼足球協會是專門管轄阿曼足球事務的組織。該組織成立於1978年，並在1980年和1978年加入國際足協及阿拉伯足球協會。此外，該組織還是亞洲足協和西亞足球協會的成員。

## 外部連結
- 官方網頁 （页面存档备份，存于）
- 國際足協網頁 （页面存档备份，存于）
- 亞洲足協網頁 （页面存档备份，存于）